# Olsza twarda
Olsza twarda (Alnus firma Siebold & Zucc.) – gatunek drzew należący do rodziny brzozowatych. Występuje w Japonii, na wyspach Kiusiu, Sikoku, Honsiu i Hokkaido.

## Morfologia

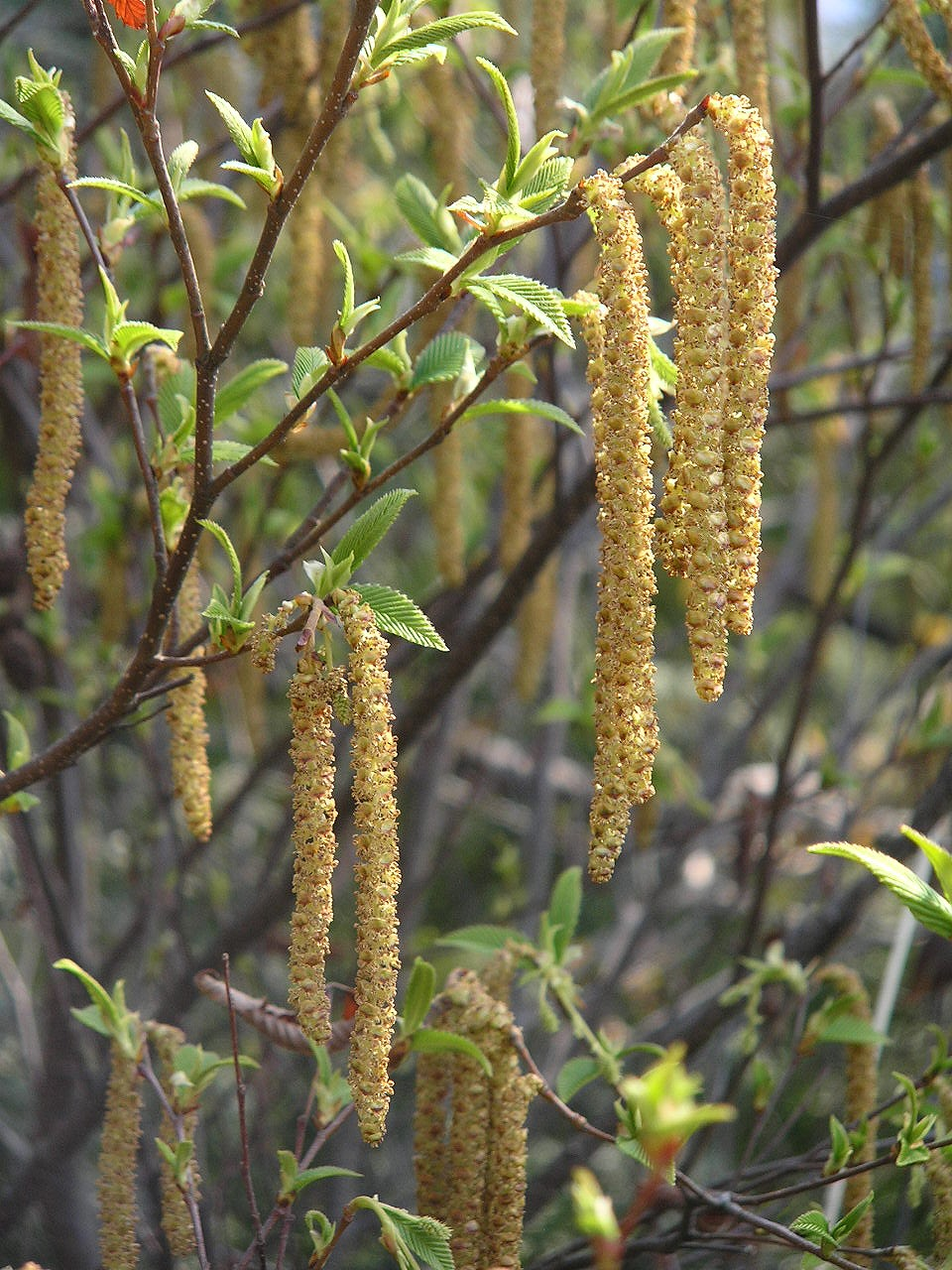
Kwiatostany

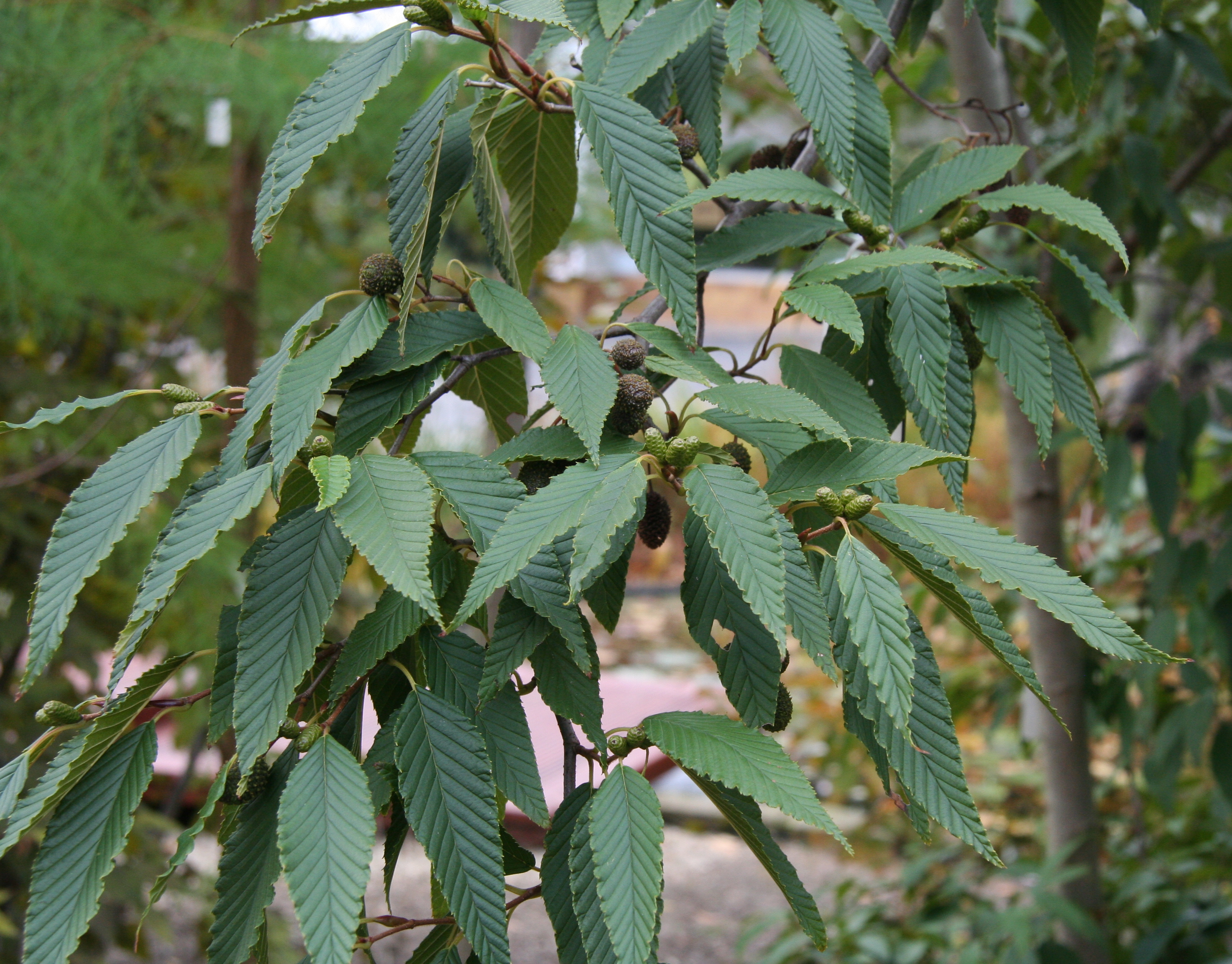
Liście i owocostany

PokrójNiskie drzewo o gęstej, stożkowatej koronie, złożonej z długich i cienkich gałęzi. Dorasta do 9 m wysokości.
Kora
LiścieJajowate do lancetowatych. Zaostrzone, zaokrąglone  bądź klinowate u nasady. Dorastają do 11 cm długości i 5 cm szerokości. Brzeg silnie piłkowany, użyłkowanie liścia wyraźne i regularne. Spód liścia pokryty delikatnym owłosieniem.
KwiatyKwiaty męskie w postaci zwisających kotek, w kolorze żółto-zielonym do 5 cm długości. Kwiaty żeńskie krótkie, stojące, podobnego zabarwienia.
OwoceSzyszeczkowaty owocostan do 2 cm długości, zawierający liczne nasiona.

## Biologia i ekologia
Roślina jednopienna, wiatropylna. Kwitnie wczesną wiosną przed pojawieniem się liści. Występuje przede wszystkim w rejonach górskich, ale spotykana jest także na terenach rolnych w okolicach Tokio.

## Zastosowanie
- Na jej pniach wspierano konstrukcje do suszenia ryżu.
- W 1893 roku gatunek ten trafił do Europy, okazy można spotkać w ogrodach botanicznych i arboretach[6].